# Saint-Vaast-du-Val
Saint-Vaast-du-Val település Franciaországban, Seine-Maritime megyében. Lakosainak száma 463 fő (2022. január 1.). Saint-Vaast-du-Val Val-de-Saâne, Belleville-en-Caux, Bertrimont, Calleville-les-Deux-Églises, Tôtes és Varneville-Bretteville községekkel határos.

## Népesség
A település népessége az elmúlt években az alábbi módon változott:
| Lakosok száma | 474  | 475  | 480  | 471  | 469  | 468  | 466  | 465  | 463  |
|               | 2013 | 2015 | 2016 | 2017 | 2018 | 2019 | 2020 | 2021 | 2022 |